# Indoportuguès de Cochin
L'indoportuguès de Cochin (també conegut com a indoportuguès de Vaipim) és un crioll indoportuguès que va ser parlat a la Costa de Malabar, a l'Índia. Ja és considerada extinta, parlada només per algunes famílies cristianes a l'illa de Vypin, en la ciutat de Cochin (Kochi), a Kerala.
El crioll indoportuguès de Cochin, conegut localment com a Português o Português de Cochim, es va formar pel contacte entre el portuguès, malaiàlam i altres llengües parlades en l'antiga Cochin. Va ser una de les primeres llengües de contacte que va sorgir a partir del contacte europeu a Àsia, i va ser la llengua materna de part de la comunitat catòlica local en els segles XV a XIX. Va sorgir a partir de famílies indoportugueses catòliques a la Costa Malabar, i és prou demostrat que ho va continuar sota l'ocupació holandesa en el segle xvii. Els parlants van començar a canviar la llengua a finals del segle xix. L'últim parlant fluent, William Rozario, va morir en 20 d'agost de 2010, a Vypin. Algunes persones en Cochin encara tenen un coneixement primari de la llengua 

## Història
Vasco de Gama va ser el primer portuguès que va visitar la costa de Cochin, durant el viatge de Pedro Alvares Cabral, davant el rebuig del Samorin de Calicut a tractar de negocis amb els portuguesos i ser atacat per àrabs musulmans i hindus. Pedro Alvares Cabral, després de bombardejar Calicut, marxà cap al sud fins a Cochin, un petit regne rival, on va ser molt ben rebut pel Raja, qui després de veure's lliure de la influència del Samorin va deixar-hi als portuguesos construir una factoria. Després de l'arribada en 1502 de Vasco de Gama a Calicut en el seu segon viatge a l'Índia, l'1 de març de 1503 s'inicia la guerra entre el Samorin de Calecute i el Raja de Cochin. Els bucs portuguesos assaltaren bucs mercants àrabs, destruint també una flota de 29 bucs de Calicut. Després d'aquesta batalla va obtenir concessions comercials favorables del Samorin. Vasco da Gama va fundar la colònia portuguesa de Cochim.
Cochim va ser la primera capital administrativa de l'Imperi Portuguès d'Orient, fins que el virrei es transferir a Goa, en 1530, una ciutat estratègicament més cèntrica. No obstant això Cochin va ser sempre una ciutat econòmicament molt important, però també a nivell religiós. Cochim és encara una zona habitada per cristians de Sao Tomé i per jueus, ambdues comunitats van establir llaços i conteses amb Portugal. Inicialment van mantenir bones relacions amb els anomenats perasi (jueus blancs), però arribà la contrareforma i el rigor dels jesuïtes en intentar convertir-los al cristianisme va provocar enfrontaments.
Cochim va romandre en la possessió de Portugal fins a finals del segle xvii, època en què els holandesos van conquerir la ciutat, saquejant les esglésies i cremant els temples catòlics.
Els descendents dels portuguesos s'agrupen al voltant de la parròquia de Nossa Senhora da Esperança, una església construïda pels portuguesos en els segles XVI/XVII, amb un portal manuelí, un dels primers exemplars d'aquest estil a l'Orient. En 1985 aquesta parròquia comptava amb 438 famílies i 2.190 membres. La gran particularitat d'aquesta comunitat és que parlava un crioll portuguès, del tipus indoportuguès, però els membres d'aquesta comunitat ja no saben parlar aquest crioll.
El crioll de Cochin ja no és parlat per gairebé ningú, doncs la major part dels joves ja no l'aprèn, no existeixen temptatives per a salvar-lo i desapareixerà com molts altres criolls indoportuguesos de diverses regions de l'Índia. Endemés, al contrari de Malaca, els lusodescendents de Cochin estan escampats per la ciutat i llogarets pròxims, l'única aglomeració són algunes cases al voltant de l'església. La falta d'un espai propi ha determinat la fi de la cultura, doncs la unitat no s'aconsegueix fer sentir.

## Preservació de la història
En 1992 el President de Portugal, Mario Soares, en visita a l'Índia, va visitar Cochin. Quan va visitar el Paço Episcopal on el bisbe havia fet el Museu del Padroado Portuguès, aquest va demanar ajuda al president portuguès perquè l'ajudés a preservar l'arxiu episcopal de gran valor documental. En la comitiva anava el President de la Fundació Gulbenkian qui immediatament es va disposar a ajudar-lo. D'aquesta forma en 1993 va marxar a Cochin una comitiva per a estructurar l'arxiu, que obrir les portes en 1994 després de la remodelació de les instal·lacions, del tractament dels documents, i del seu tractament informàtic. Aquest arxiu és important per a la història de la comunitat de luso-descendents de Cochin i de la presència portuguesa en aquesta ciutat del segle xvi a XIX.
En 1998 la Fundació Gulbenkian va començar a construir un Museu indoportuguès que pot ser un catalitzador important per a restaurar la comunitat de luso-descendents. En 19 de maig el president d'aquesta fundació va afirmar que s'havien descobert restes de l'antiga muralla portuguesa i, per tant, l'obra seria parada per a renovar el projecte de forma que la muralla pugui ser visible.

## Sobre el Crioll Portuguès de Cochin
Quan el portuguès va arribar a Àsia a la fi del segle xv, va entrar en contacte amb les diverses llengües locals, donant origen a una sèrie de noves llengües, una vegada que recorrien la costa de l'Índia, Sri Lanka i altres regions. A Cochin el substrat lingüístic aplegava malaiàlam, portuguès i, probablement, un gran nombre d'altres llengües parlades per diverses comunitats locals. Com aquest va ser el primer lloc on els portuguesos va establir una presència estable al Sud d'Àsia, és generalment acceptat que el crioll portuguès de Cochin va ser el primer de tots els criolls indoportuguesos en formar-se. Aquesta llengua, desenvolupada paral·lelament a la formació de famílies catòliques i indoportugueses, va ser vital en el moment en què els holandesos van assumir el control de Cochin, i va prosperar sota la nova administració.

## Característiques del crioll de Cochin
En termes generals, moltes de les paraules del crioll de Cochinsón d'origen portuguès, però la gramàtica és molt diferent i reflecteix la influència del malaiàlam. Per exemple, on el portuguès (així com l'anglès) té preposicions, el crioll de Cochin té postposicions, que apareixen després del verb. I hi ha també una gran tendència per a col·locar el verb a la fi de la frase, que és contrari a la gramàtica del portuguès però no a la del malaiàlam. El sistema verbal funciona de manera diferent, i hi ha també diferències marcades en la formació de les paraules i fins i tot en la fonètica de les dues llengües. Encara és conegut localment coma “Portuguès” o “Portuguès de Cochin”, tot i que aquest crioll en realitat és una nova llengua independent, que deu molt al portuguès, com esdevé amb altres llengües de l'Índia. Aquest crioll va ser la llengua de gran part de la població de Cochin durant cinc segles. Era un monument a un període crucial de la història de la ciutat.

## Mort de l'últim parlant del crioll de Cochim
En 20 d'agost de 2010, va morir prop de Kochi (Cochim), en l'estat de Kerala, sud-oest de l'Índia, William Rozario. Amb ell va morir també una llengua: el crioll portuguès de Cochin. William Rozario era l'últim dels parlans d'aquest crioulo, que al llarg de cinc-cents anys va ser usat per successives generacions i que era fruit del contacte entre el portuguès i la llengua local de Cochim, el malaiàlam, a més d'altres llengües. L'investigador Hugo Canelas Cardoso, professor de la Universitat de Macau (UMAC) que ha estudiat les llengües amb influències portugueses que existeixen en l'Índia, el va conèixer en 2007, va conversar bastant amb ell i haver fet alguns enregistraments.